# Michał Rupacz
Michał Rupacz (ur. 1949 w Tarnowie) – polski nauczyciel i działacz polityczny, senator II kadencji (1991–1993). 

## Życiorys
Ukończył Technikum Rolnicze w Grudziądzu oraz Studium Nauczycielskie w Wymyślinie, po czym pracował jako nauczyciel. W wyborach w 1991 uzyskał mandat senatorski z ramienia Wyborczej Akcji Katolickiej w województwie łomżyńskim. Zasiadał w Komisjach Ochrony Środowiska i Rolnictwa.